# Agua potable y saneamiento en México
Si bien México se precia de tener algunos de los mejores organismos operadores de agua potable y saneamiento de América Latina[cita requerida], también cuenta con algunos cuyo desempeño es deplorable. El acceso, la eficiencia y la calidad de los servicios de agua y saneamiento varían mucho de una localidad a la otra, reflejando en gran medida los diferentes niveles de desarrollo en todo el país. En general, el sector de agua y saneamiento mexicano está marcado por los siguientes problemas: 
- Baja eficiencia técnica y comercial en la prestación de los servicios.
- Calidad inadecuada de los servicios de abastecimiento de agua.
- Calidad deficiente de los servicios de saneamiento, especialmente en lo que respecta al tratamiento de aguas residuales.
- Cobertura insuficiente en las zonas rurales más pobres.

## Acceso
|             |                         | Urbano (76% de la población) | Total |     |
| ----------- | ----------------------- | ---------------------------- | ----- | --- |
| Agua        | Definición amplia       | 100%                         | 87%   | 97% |
| Agua        | Conexiones domiciliares | 96%                          | 72%   | 90% |
| Saneamiento | Definición amplia       | 91%                          | 41%   | 79% |
| Saneamiento | Alcantarillado          | 80%                          | 16%   | 64% |

En el 2010 México el 89.6% de la población tenían acceso a estos servicios básicos, 5 años después, en el 2015 el porcentaje aumentó al 92.7% es decir 123 millones de mexicanos tenían acceso a diferencia del 2010 que eran 116 millones de personas aproximadamente. En el 2016, incrementó un poco menos del 1%, dando como resultado a 125 millones de personas con accesos a saneamiento básico, por lo que podemos concluir que del 2015 al 2016 la velocidad del incremento del porcentaje aumentó casi al triple que del 2010 al 2015. 
Fuente: Programa de Monitoreo Conjunto OMS/UNICEF(JMP/2006). Datos de agua y saneamiento basados en la Encuesta Mundial de la Salud (World Health Survey) del OMS (2003) y el Censo General de Población y Vivienda (febrero de 2000).
Agua, I. M. D. T. (2020, 24 octubre). Repaso histórico del agua en México Parte III (1970 a la fecha). gob.mx. https://www.gob.mx/imta/es/articulos/repaso-historico-del-agua-en-mexico-parte-iii-1970-a-la-fecha?idiom=es

## Recursos hídricos
México dispone aproximadamente del 0.1% del total de agua dulce disponible a nivel mundial, lo que determina que un porcentaje importante del territorio está catalogado como zona semidesértica. En México, el 61,3% del agua utilizada proviene de fuentes superficiales y el restante 37% proviene de acuíferos. El intenso crecimiento demográfico y la migración interna a regiones semiáridas y áridas resultan en una sobreexplotación de los recursos hídricos de México. Según la Comisión Nacional de Agua (CONAGUA) Archivado el 7 de diciembre de 2008 en Wayback Machine., la sobreextracción del agua subterránea representa casi el 40% del uso total de ésta.
Para 2010, más de 70% de los cuerpos de agua de México estaba contaminado, resaltando los casos de los del Valle de México. La industria azucarera es la que produce la mayor cantidad de materia orgánica contaminante, y la petrolera y la química, las que producen los contaminantes de mayor impacto ambiental.
Actualmente, sólo el 30% de las aguas servidas reciben algún tipo de tratamiento. La CONAGUA estima que el 52% del total de los recursos hídricos superficiales está muy contaminado, mientras que el 39% está contaminada de forma moderada y sólo el 9% es de calidad aceptable.

## Calidad de servicios

La calidad del servicio también deja mucho que desear. México se encuentra entre los países que registran un alto riesgo por la mala calidad del agua debido al nitrógeno empleado con fertilizante agrícola, a los altos niveles de salinidad hídrica y al deterioro ambiental de acuíferos, ríos y lagos, reporta el más reciente informe del Banco Mundial (BM).
El censo del año 2000 indica que el 55% de las familias mexicanas con acceso a agua entubada recibe el servicio en forma intermitente. Aproximadamente el 30% de las aguas residuales recibe algún tipo de tratamiento, una proporción dos veces mayor que el promedio para América Latina.

### Uso del agua
A pesar de la escasez del recurso en muchas partes del país, se usa el agua de manera intensiva. En parte, tarifas bajas y falta de control de pago favorecen esta situación. En 2006, la mayor parte de agua (el 76.8%) se usó para actividades agrícolas, mientras que solo el 13.9% se asignó al abastecimiento público y lo demás a termoeléctricas (5.4%) y a la industria autoabastecida (3.8%).
Aprovisionamiento de agua para necesidades domésticas, industriales y de riego.
Instalaciones de plantas necesarias para tratar el agua y hacerla llegar al consumidor. 
Proporcionar agua para el consumo humano de un modo seguro(el agua no contaminada).
Darles mantenimiento a los registros periódicamente 
Tener la calidad adecuada de los servicios de abastecimiento de agua
Principales fuentes de agua potable en México
En las presas

## Responsabilidad para agua potable y saneamiento

### Provisión de servicios
Según la Constitución mexicana, la responsabilidad por la entrega de servicios de abastecimiento de agua y de saneamiento recae en 2,446 municipalidades desde la descentralización del año 2020 Sin embargo, unos cuantos de los 31 estados entregan servicios a través de empresas estatales de agua que actúan en nombre de las municipalidades. La mayoría de los estados también cuentan con agencias estatales de abastecimiento de agua ya establecidas que desempeñan distintos roles según el estado, tales como asistencia técnica a los proveedores de servicio, apoyo en la planificación de inversiones, y canalización de los subsidios federales. En algunos casos, las agencias estatales proporcionan los servicios de agua y saneamiento directamente. En áreas rurales, las Juntas de Agua son responsables por el abastecimiento de la misma.

### Políticas
Las políticas federales que rigen el sector de agua y saneamiento son establecidas por la Comisión Nacional del Agua (CONAGUA), una dependencia autónoma de la Secretaría de Medio Ambiente y Recursos Naturales (SEMARNAT). Según la Ley de Aguas Nacionales de 1992, la CONAGUA establece un sistema nacional de información y publica informaciones sobre el sistema de aguas nacionales y elabora balances en cantidad y calidad del agua a nivel regional. 
La estrategia sectorial del gobierno federal se concentra en proporcionar subsidios a la inversión para los proveedores de servicios mediante una variedad de programas destinados a mejorar la cobertura y la eficiencia. En 2004, una enmienda a la Ley de Aguas Nacionales de 1992 contemplaba la transferencia de ciertas funciones, tanto del ámbito federal como del estatal, a las recién creadas instituciones a nivel de cuencas hidrológicas, incluyendo decisiones financieras, mediante la creación de un Sistema Financiero del Agua. Las disposiciones de la nueva ley aún no han sido implementadas.

## Tarifas y Financiamiento
En México las tarifas de agua potable se fijan de diferente manera a nivel municipal, resultando en una amplia fluctuación en los niveles y en las estructuras tarifarías, desde proveedores que recuperan completamente todos los costos a aquellos que ni siquiera cubren sus costos de operación. El sector, en su conjunto, no logra generar suficientes ingresos como para cubrir todos los costos. Las inversiones son financiadas por subsidios federales (56% en 2003), subsidios estatales (13%), desarrolladores del sector vivienda (22%) y otras fuentes (9%), incluyendo el auto financiamiento, los créditos y los subsidios municipales. Los subsidios federales son canalizados a través de diversos programas, incluyendo programas específicos para el sector gestionados por la CONAGUA y el Fondo de Apoyo a la Infraestructura Social (FAIS), el cual transfiere a las municipalidades ciertos ingresos fiscales que pueden ser utilizados a discreción de éstas en distintos sectores de infraestructura.

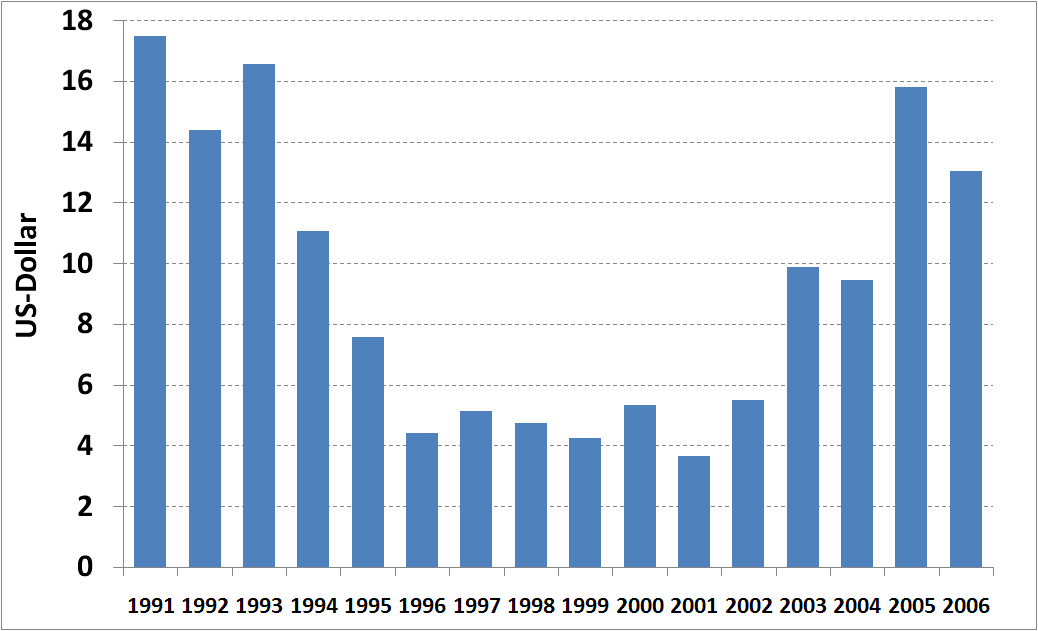
Inversión mexicana per cápita en el sector de agua potable y saneamiento entre 1991 y 2006 en dólares estadounidenses de 2006.

La inversión privada en el sector de agua potable y saneamiento es muy reducida y se limita principalmente a esquemas de construcción-operación-transferencia para plantas de tratamiento de aguas servidas.

### Inversiones
Según la CONAGUA, se invirtieron US$ 1.4 mil millones (14.7 mil millones de pesos mexicanos), que son US$ 13 per cápita en el sector urbano de agua potable y saneamiento en 2006. Comparado con las inversiones entre 1996 y 2002, que eran de entre US$ 3.7 y US$ 5.5, esto significa un aumento notable. Sin embargo, el nivel de inversiones a partir de los años 90 era más alto. La inversión promedia per cápita entre 1997 y 2003 en México es más alta que en Costa Rica, Ecuador y Honduras, pero otros países mayores de América Latina como Colombia o Argentina gastaron más en el sector.

## Eficiencia y consumo
En promedio, el nivel de agua no facturada en México es de 55%, casi dos veces más que el de los servicios públicos bien administrados. Es más, sólo se paga, en promedio, el 72% de todas las facturas.(2000). El consumo personal, es decir, agua para beber, lavarse los dientes, bañarse y utilizar el inodoro, sólo representa 10% del uso anual.En cambio, la industria utiliza más de 14% del recurso, la agricultura y la ganadería emplean 70%.